# Фукуяма (княжество)
Княжество Фукуяма (яп. 福山藩 Фукуяма-хан) — феодальное княжество (хан) в Японии периода Эдо (1619—1871), в провинциях Бинго и Биттю региона Санъёдо на острове Хонсю (современная префектура Хиросима).

## Краткая история
Административный центр княжества: замок Фукуяма (современный город Фукуяма, префектура Хиросима).
Доход хана:
- 1619 — 1698 годы — 101 000 коку риса
- 1700 — 1710 годы — 100 000 коку
- 1710 — 1871 годы — 100—110 000 коку риса

Княжество Фукуяма было образовано в 1619 году. Его первым правителем стал Мидзуно Кацунари (1563—1651), бывший владелец Корияма-хана в провинции Ямато. Его потомки владели доменом до 1698 года.
В 1698-1700 годах Фукуяма-хан находился под прямым управлением сёгуната Токугава. В 1700 году в княжество был переведён Мацудайра Тадамаса (1683—1746), ранее владевший Ямагата-ханом в провинции Дэва. В 1710 году его перевели в Кувана-хан (провинция Исэ).
С 1710 по 1871 год княжеством владел род Абэ. В 1710 году в замок Фукуяма был переведён Абэ Масакуни (1658—1715), ранее правивший в Уцуномия-хане (провинция Симоцукэ). Его потомки управляли Фукуяма-ханом вплоть до Реставрации Мэйдзи.
В 1871 году Фукуяма-хан, как и все остальные княжества, был ликвидирован.

## Правители княжества
- Род Мидзуно, 1619—1698 (фудай-даймё)

| № | Имя              | Имя      | Годы правления | Годы жизни  | Примечания                              |
| - | ---------------- | -------- | -------------- | ----------- | --------------------------------------- |
| 1 | Мидзуно Кацунари | 水野勝成 | 1619 — 1639    | 1564 — 1651 | Старший сын Мидзуно Тадасигэ            |
| 2 | Мидзуно Кацутоси | 水野勝俊 | 1639 — 1655    | 1598 — 1655 | Старший сын и преемник Мидзуно Кацунари |
| 3 | Мидзуно Кацусада | 水野勝貞 | 1655 — 1662    | 1625 — 1662 | Второй сын Мидзуно Кацутоси             |
| 4 | Мидзуно Кацутанэ | 水野勝種 | 1663 — 1697    | 1661 — 1697 | Старший сын Мидзуно Кацусады            |
| 5 | Мидзуно Кацуминэ | 水野勝岑 | 1697 — 1698    | 1697 — 1698 | Младший сын Мидзуно Кацутанэ            |

- Род Мацудайра (ветвь Окудайра), 1700—1710 (фудай-даймё)

| № | Имя                | Имя      | Годы правления | Годы жизни  | Примечания                      |
| - | ------------------ | -------- | -------------- | ----------- | ------------------------------- |
| 1 | Мацудайра Тадамаса | 水野勝成 | 1700 — 1710    | 1683 — 1746 | Приёмный сын Мацудайры Тадахиро |

- Род Абэ, 1710—1871 (фудай-даймё)

| №  | Имя          | Имя      | Годы правления | Годы жизни  | Примечания                                                 |
| -- | ------------ | -------- | -------------- | ----------- | ---------------------------------------------------------- |
| 1  | Абэ Масакуни | 阿部正邦 | 1710 — 1715    | 1658 — 1715 | Второй сын Абэ Садатаки                                    |
| 2  | Абэ Масаёси  | 阿部正福 | 1715 — 1748    | 1700 — 1769 | Четвертый сын Абэ Масакуни                                 |
| 3  | Абэ Масасукэ | 阿部正右 | 1748 — 1769    | 1725 — 1769 | Второй сын Абэ Масаёси                                     |
| 4  | Абэ Масатомо | 阿部正倫 | 1769 — 1803    | 1745 — 1805 | Третий сын и преемник Абэ Масасукэ                         |
| 5  | Абэ Масакиё  | 阿部正精 | 1803 — 1826    | 1775 — 1826 | Третий сын Абэ Масатомо                                    |
| 6  | Абэ Масаясу  | 阿部正寧 | 1826 — 1836    | 1809 — 1870 | Третий сын и преемник Абэ Масакиё                          |
| 7  | Абэ Масахиро | 阿部正弘 | 1836 — 1857    | 1819 — 1857 | Шестой сын 5-го даймё Абэ Масакиё                          |
| 8  | Абэ Масанори | 阿部正教 | 1857 — 1861    | 1840 — 1861 | Старший сын 6-го даймё Абэ Масаясу, племянник Абэ Масахиро |
| 9  | Абэ Масаката | 阿部正方 | 1861 — 1867    | 1848 — 1867 | Третий сын 6-го даймё Абэ Масаясу                          |
| 10 | Абэ Масатакэ | 阿部正桓 | 1867 — 1871    | 1852 — 1914 | Младший брат Асано Нагакото, усыновлён Абэ Масакатой       |